# ФК 33
Maђарско пливачко удружење (мађ. 33 Football Club), или скраћено МУЕ је био мађарски фудбалски и спортски клуб из Старог Будима (Обуде), сада део Трећег округа Будимпеште, Мађарска.
Фудбалски клуб је основан 1900. године и такмичио се све до гашења 1958. године. Фудбалски клуб је учествовао на другом држвном прврнству одржаном 1902. године Прва лига Мађарске у фудбалу 1902.. У својој првој сезони заузео је трећу позицију на крају такмичења. 
Клуб је поново покренут 2011. године и већ на старту је постао првек шетрте лиге и такмичи се у трећој мађарској лиги.

## Имена клуба
- ФК 33 1900–1926: − 33 FC
- Будаји 33 1926–1929: − Budai 33
- Будаји 11 1929–1949: − Budai 11
- Ганзвилањ 1949–1957: − Ganzvillany
- Дохањђар 1957–1958: − Dohánygyár

## Титуле
- Прва лига Мађарске у фудбалу
  - Треће место (1): 1902